# Бояров, Алексей Федотович

## Биография
Алексей Федотович Бояров родился 23 февраля 1897 года в 1-м Игидейском наслеге Таттинского улуса в бедной крестьянской семье. В 1915 году Алексей уехал в Якутск, где учился в двухклассной школе. В 1916 г. поступил в Иркутскую семинарию.
По возвращении в Якутию устроился на работу учителем в Усть-Майской одноклассной школе. В следующем же году был назначен председателем Усть-Майского волостного ревкома. Будучи партинструктором Губбюро РКП(б) вёл широкую агитационную работу среди населения. В 1921 году он был одним из организаторов собраний и митингов в 13 наслегах Ботурусского и Таттинского улусов, в которых он выступал с докладами и вёл политическую агитацию.
Алексей Федотович принимал участие в Гражданской войне. С октября по декабрь 1921 г. служил в Чурапчинской красной дружине, а с февраля по декабрь 1922 года — в батальоне ЧОНа (части особого назначения).
В 1922—1924 гг. А. Ф. Бояров был заведующим политпросвета наркомпроса ЯАССР, председателем Олекминского окружного исполкома, председателем ревизионной комиссии ЯЦИКа и Наркомпромторга. Он входил в состав правления культурно-просветительного общества «Саха омук», объединявшего цвет национальной интеллигенции.

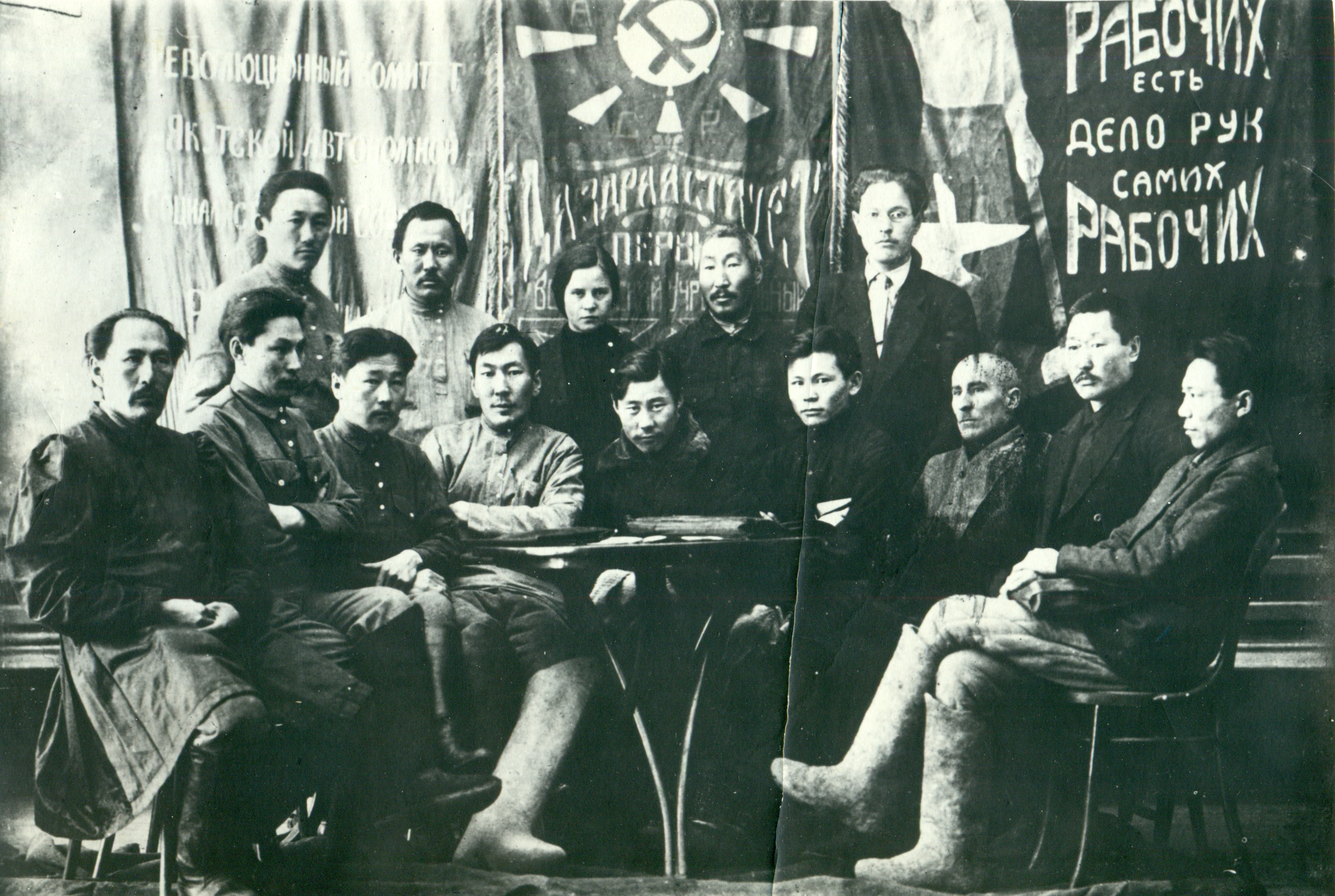
А. Ф. Бояров в составе Президиума I-го Всеякутского учредительного съезда Советов. 1923 г.

В апреле 1924 года А. Ф. Бояров был назначен заместителем, затем — наркомом просвещения, а 23 декабря на сессии ЯЦИК — наркомом просвещения и здравоохранения. Он стал одним из первых организаторов культурно-просветительной работы в республике, был инициатором создания первых изб-читален, народных домов, клубов, ликпунктов. При его содействии открывались школы во многих отдалённых северных районах Якутии. Был автором и соавтором брошюр «Оздоровление быта населения Якутии», «Северные округа Якутии», «Книга для чтения малограмотных» и др., а также многочисленных статей.
Также он возглавлял литературную переводческую группу при НКПЗ. В 1929 году его ввели в состав редколлегии литературного журнала «Чолбон», где он заведовал общественно-политическим отделом. Во время отсутствия П. А. Ойунского исполнял обязанности ответственного редактора.
В 1927—1929 гг. А. Ф. Бояров учился и окончил Академию коммунистического воспитания им. Н. К. Крупской в Москве. После этого он продолжил свою деятельность на посту наркома НКПЗ. В 1930 году его назначили заведующим культурно-социальной секцией Госплана, а через два года — председателем Алданского райисполкома. В 1932—1935 гг. А. Ф. Бояров руководил Якутским Снабторгом, но по обвинению в растрате государственных средств был снят с должности, арестован и осуждён. В 1936—1938 гг. Алексей Федотович исполнял обязанности учёного секретаря Якутской Национальной библиотеки. 17 января 1938 года А. Ф. Бояров снова был арестован НКВД и осуждён на 8 лет по необоснованному обвинению в «принадлежности к антисоветской организации».
А. Ф. Бояров был не только крупным государственным деятелем вновь образованной Якутской АССР и соратником П. А. Ойунского, И. Н. Барахова и М. К. Аммосова, но и сделал серьёзный вклад в развитие системы народного просвещения, здравоохранения а также в развитие якутской письменности. А. Ф. Бояров скончался в 1943 г. отбывая срок заключения по несправедливому приговору. 10 июля 1956 года Президиум Верховного Суда ЯАССР своим постановлением полностью реабилитировал А. Ф. Боярова «за отсутствием состава преступления».

## Литературно-переводческая комиссия
1920—1930-е гг. стали важнейшим периодом в развитии якутского языка и письменности. В 1922 г., постановлением СНК ЯАССР, якутский язык был введён в качестве обязательного предмета во всех школах 1 ст. с преобладающим составом якутских детей, в школа 2 ст. — для всех учащихся, владеющих якутским разговорным языком, во всех группах Педагогического техникума, фельдшерской школы, сельско-хозяйственной школы — без различия национальностей. Этим же постановлением был взят курс на постепенное введение якутского языка в официальные сношения государственных органов и учреждений.
Для регулирования вопросов введения и распространения в широких массах совершенно новой якутской письменности и печати в 1924 г. был создан Совет якутской письменности. На первом же заседании совета было принято решение о положении в основу якутской письменности алфавита лингвиста С. А. Новгородова
С созданием письменности, требовалось издание методических пособий, общественно-политической и художественной литературы на якутском языке, причём как якутских авторов, так и переводов классиков русской литературы, а также разработка методик преподавания письменности. Для решения этих задач, была создана Литературно-переводческая комиссия при наркомате просвещения и здравоохранения ЯАССР, которая начала работу с 1 февраля 1924 г. В июне 1924 г. председателем комиссии стал занимавший должность наркома просвещения и здравоохранения А. Ф. Бояров.
Будучи председателем комиссии, А. Ф. Бояров перевёл на якутский язык такие произведения классиков русской литературы, как «Капитанская дочь», некоторые отрывки из поэмы «Евгений Онегин» А. С. Пушкина и роман «Мать» М. Горького, а также, совместно с П. Н. Черных-Якутским перевёл на русский язык знаменитую поэму П. А. Ойунского «Красный шаман».

## Память
В с. Дебдирге Таттинского улуса Республика Саха (Якутия) находится мемориальный комплекс «Балаган Боярова А. Ф. — известного государственного деятеля Якутии», являющийся предметом охраны объекта культурного наследия